# Tríopas (rey de Argos)
En la mitología griega, Tríopas (en griego Τρίωψ, Tríops), séptimo rey de Argos, era un descendiente de Foroneo, de la estirpe argiva.
De acuerdo a Eusebio Tríopas reinó cuarenta y seis años y fue coetáneo de Prometeo, Epimeteo, Atlante e Ío. Sucedió en el trono a su padre, Forbante o Piranto, y tras su muerte uno de sus hijos, ora Yaso ora Agénor, le sucedió en el trono argivo. También se dice que Tríopas era contemporáneo de Cécrope de Atenas y Maratonio de Sición.
Pausanias, en su listado de reyes argivos, nos dice que Argo, nieto por parte de madre de Foroneo, reinó después de éste y le dio su nombre al país. De Argo nacieron Píraso y Forbante, de Forbante nació Tríopas y finalmente de Tríopas nacieron Yaso y Agénor.Según un escolio al menos la madre de Tríopas fue una tal Eubea.
Se dice que frente al sepulcro de las mujeres, en el templo de la Hera Antea, hay un santuario a Deméter llamada Pelásgide por el que lo fundó, Pelasgo, hijo de Tríopas. El mismo autor cita a la hija de Tríopas, Mesene, que dio su nombre a Mesenia.
En otro escolio se nos dice que la madre de los hijos de Tríopas, Pelasgo y Yaso, fue una tal Sois.Higino, en un pasaje genealógico muy corrupto, dice que de Piranto y una tal Calírroe nacieron Argo y Tríopas, y de Tríopas y una tal Oreáside (cuyo nombre está corrupto) nacieron Janto e Ínaco (probablemente refiriéndose a Yaso).